# Cincomarzada
Cincomarzada è il nome dato ai fatti avvenuti a Saragozza il 5 marzo del 1838, durante gli eventi della prima guerra carlista: i carlisti tentarono di impossessarsi della città con un colpo di mano, ma furono respinti dalla resistenza opposta dagli abitanti locali.
Oggigiorno la Cincomarzada è celebrata ogni anno come festa popolare a Saragozza, commemorando l'eroico comportamento dei saragozzani durante questa battaglia; la celebrazione si svolge in un parco con cibi e bevande portati dai cittadini stessi e animata con musica e giochi: per molti anni si celebrò nel Parco dello zio Jorge e durante gli anni di diaspora in distinti parchi della città come per esempio il parco Oriente, ma nell'anno 2014 tornò alla sua postazione originale.

## Antefatti
La città di Saragozza occupava una magnifica posizione strategica, ed era fortemente protetta da una importante guarnigione isabellina. Dopo aver messo in fuga la prima linea delle truppe carliste, gran parte della guarnigione fu impiegata per rinforzare un'armata che doveva chiudere il passo del Maestrazgo alle truppe di Basilio García che, abbandonando la Navarra con intenzione di unirsi a Cabrera, era stato deviato per La Mancha nel mese di gennaio e si supponeva che da lì dovesse realizzare un nuovo intento di ravvicinamento. La notizia che poche truppe erano rimaste a Saragozza arrivò a Cabrera, che inviò Juan Cabañero y Esponera ad assaltare la città con 2 800 fanti e trecento cavalieri, non tanto con l'intenzione di occuparla, giacché queste truppe erano insufficienti per difenderla, bensì unicamente per saccheggiarla.

## La battaglia
La notte del 5 marzo 1838, le truppe di Juan Cabañero incontrarono grandi difficoltà ad occupare parte della città davanti alla massa degli abitanti che si opponevano a loro e che risposero all'attacco armati con coltelli, utensili da cucina e agricoli, armi da caccia e perfino olio ed acqua bollente. Contando sul fatto che le truppe di Isabella II di Spagna stessero ritornando alle caserme per riprendere le munizioni, i carlisti intuirono che non sarebbero mai riusciti a conquistare tutta la città e la abbandonarono seduta stante. Dopo il fallimento carlista, si aggiunse allo scudo della città la titolazione di "Sempre Eroica" e si diede il nome di "Cinque di marzo" a una strada. Durante la dittatura di Francisco Franco, la strada fu cambiata di nome e passò a chiamarsi "Requeté Aragonese" ("requeté" è il nome dei soldati carlisti). Dopo la morte di Francisco Franco, nel 1975, si recuperò la denominazione originaria.